# El alma no tiene color
El alma no tiene color (em português A Alma Não Tem Cor) foi uma telenovela mexicana produzida por Juan Osorio para a Televisa e exibida no Canal de las Estrellas entre 23 de junho e 7 de novembro de 1997, substituindo Los hijos de nadie às 17 horas, mas a partir de 29 de setembro, foi transferida para às 21:30 horas, trocando de horário com a telenovela Salud, dinero y amor e sendo substituída por Huracán.
A história é original de Alberto Gómez e está baseada no filme mexicano Angelitos negros, produzido em 1948.
Foi protagonizada por Laura Flores, Arturo Peniche e Osvaldo Sabatini e antagonizada por Carlos Cámara, Lorena Rojas, Claudia Islas e Ofelia Guilmáin.

## Sinopse
Sua mensagem principal era contra o preconceito racial, uma vez que a personagem principal era branca e tinha uma filha negra. A trama contava a história de Guadalupe, a filha mais velha dos Roldan, uma família tradicional falida: para solucionar os problemas financeiros da família, o pai obriga Guadalupe a se casar com um homem que não ama. Depois de uma desilusão com o verdadeiro amor da sua vida, Guadalupe se rende a vontade do pai.
Porém o que ninguém sabe é que Guadalupe, na verdade, é filha de uma empregada negra da casa. Guadalupe acaba se apaixonando pelo marido, mas ao engravidar a menina nasce negra: isso faz com que o marido e a sogra achem que Guadalupe é adúltera. Desolada, Guadalupe rejeita a própria filha, até que a verdade é revelada, mas a menina é sequestrada e abandonada. Guadalupe vai embora do país.
Algum tempo depois a menina é encontrada pelo pai, que se casa com a prima de Guadalupe, uma jovem perversa e invejosa. Anos depois, a filha de Guadalupe é uma criança encantadora e esperta que sofre com o desprezo da avó paterna e da madrasta, que ela acredita que é sua mãe.

## Elenco
- Laura Flores - Guadalupe Roldán[2]
- Arturo Peniche - Lisandro del Álamo
- Osvaldo Sabatini - Victor Manuel
- Lorena Rojas - Ana Luisa Roldán
- Celia Cruz - Macaria
- Claudia Islas - Begoña viúva de Roldán
- Carlos Cámara - Humberto Roldán
- Patricia Navidad - Sara "Sarita" Roldán
- Ofelia Guilmáin - Alina viúva de Del Álamo
- Rafael Rojas - Luis Diego Morales
- Aracely Arámbula - Maiguálida Roldán
- Kuno Becker - Juan José
- Ernesto D'Alessio - Papalote
- Serrana - Mónica Rivero
- Erika Buenfil - Diana Alcántara
- Zayda Aullet - Estrella "Estrellita" del Álamo y Roldán
- Zulema Cruz - La Tatuada
- Karla Ezquerra - Fefa
- Jesús Ferca - Gonzalo
- Gabriela Goldsmith - Zafiro
- Renata Flores - Celadora Justina
- Rolando Brito
- Perla Jasso
- Diana Laura - Daisy
- Eduardo Luna - Rodrigo
- Xavier Marc - Román
- Marina Marín - Directora del reclusorio femenil
- Beatriz Monroy - Doña Queca
- Rigo Palma - Gonzalo
- Maribel Palmer - Isadora
- Ligia Robles - Mirna
- Christian Rubí - Alejandra
- Blanca Torres - Arcelia
- Esmeralda Salinas - Ashanty
- Teresa Tuccio - Martha Karina
- Guillermo Zarur - Don Fulgencio
- Cinthia Moreno Castro - Estrella "Estrellita" del Álamo y Roldán (bebê)

## Exibição no Brasil
Foi exibida no Brasil, pelo SBT, de 12 de novembro de 2001 a 11 de março de 2002, substituindo Rosalinda e sendo substituída por Salomé.
Foi exibida pelo canal pago TLN Network de 11 de outubro de 2010 a 11 de fevereiro de 2011, substituindo Preciosa e sendo substituída por Mariana da Noite.

## Prêmios

### Premios TVyNovelas 1998
| Categoria           | Pessoa                                                          | Resultado  |
| ------------------- | --------------------------------------------------------------- | ---------- |
| Melhor tema musical | "El alma no tiene color" por Laura Flores e Marco Antonio Solís | Ganhadores |

## Exibição internacional
SBT (2001-2002)
 TCS
 América Televisión
 Canal A e Inravisión
 Univisión Canal 2 
 Venevisión
 Gama TV
  Telemicro
 Telefuturo
 Telemundo de Porto Rico
 Megavisión
 TLNovelas (2005)
 Univisión e Galavisión

## Versões
- El alma no tiene color é um remake do filme mexicano Angelitos negros lançado em 1948. Foi escrita e dirigida por Joselito Rodríguez e protagonizada por Emilia Guiú, Pedro Infante e Rita Montaner.
- Em 1970 se fez um remake do filme com o mesmo nome, dirigida também por Joselito Rodríguez e protagonizada desta vez pela atriz estadunidense Juanita Moore, Martha Roldán e Manuel López Ochoa.
- No mesmo ano se fez por sua vez uma telenovela de mesmo nome, dirigida por Antulio Jiménez Pons, produzida por Valentín Pimstein para Teleprogramas Acapulco e protagonizada por Silvia Derbez, Alicia Rodríguez e mais uma vez, Manuel López Ochoa.